# Cvika Greengold
Cvi „Cvika“ Greengold (hebrejsky: צבי "צביקה" גרינגולד; narozen 10. února 1952) je izraelský národní hrdina, který bojoval v jomkipurské válce v roce 1973 jako velitel tanku Izraelských obranných sil (IOS). Je jedním z osmi lidí, jenž bojovali ve zmíněné válce a byli oceněni medailí Za hrdinství, která je nejvyšším izraelským vyznamenáním udíleným za hrdinství.

## Biografie
Narodil se a vyrůstal v kibucu Lochamej ha-Geta'ot v severním Izraeli (v překladu doslova kibuc „Bojovníků z ghett“, založený přeživšími holocaustu, kteří se účastnili podzemního a partyzánského boje proti nacismu). V říjnu 1973 byl, tehdy jako 21letý poručík, na dvoutýdenní dovolence z armády, když Egypt a Sýrie zahájili překvapivý koordinovaný útok na dvou frontách, čímž vypukla jomkipurská válka. Kvůli dovolené před kurzem pro velitele rot nebyl přidělen k žádné jednotce, a když se dozvěděl o vypuknutí války, vydal se stopem do Nafechu, který byl velícím centrem a významnou křižovatkou na Golanských výšinách. Hned po příchodu na velitelství se dotázal na možnost přidělení velení a pro nedostatek tanků nejprve pomáhal raněným v táboře. Nedlouho poté byl informován o návratu čtyř tanků Centurion (z toho tří poškozených), nad kterými mu bylo svěřeno velení. Po vynesení mrtvých těl a opravách byla Greengoldova jednotka, označována jako „Cvikova skupina“ (Koach Cvika‎), vyslána na taplinskou silnici (též známou jako ropná silnice).
Vyrazil ve 21.00 s rozkazem pokračovat po uvedené silnici, dokud se nesetká s formací velitele brigády. Během postupu však narazil na syrské jednotky (později se ukázalo, že šlo o jeden z hlavních směrů útoku syrské armády na Golanských výšinách), a proto ukryl své tanky v příhodných postaveních a následně zahájil palbu. Jeho taktikou byly náhlé výpady a schovávání, čímž v Syřanech vzbudil dojem, že narazili na mnohem větší odpor. Tak se mu podařilo zničit více než deset tanků.
Proti syrské přesile bojoval více než 20 hodin, někdy sám, někdy s posilou dalších tanků, a během této doby byl několikrát nucen vyměnit tank, když došlo k jeho zásahu. Při jednom takovém zásahu, během kterého se tank vzňal, začaly Greenbergovi hořet kalhoty i košile a utrpěl popáleniny dlaní a obličeje. I přesto však nadále pokračoval v boji proti syrskému postupu. Když se velitelství v Nafechu dostalo pod útok čerstvých syrských jednotek s tanky T-62, Greengold mu pospíchal na pomoc. Když už se vše zdálo ztraceno, přijela na posilu izraelská 679. záložní obrněná brigáda, která protivníka porazila. Chajim Herzog popisuje závěr Greenbergova boje následovně:
Dvacet hodin poté, co se „skupina Cvika“ vypravila na taplinskou silnici, dorazila přes strhané překážky zpět do tábora v Nafechu. Všude kolem – na zátarasech, v táboře, na okolních úbočích – stály zčernalé, hořící a kouřící syrské tanky a obrněná vozidla. Zraněný a zakrvácený Cvika v ohořelé kombinéze, blond vlasy zčernalé kouřem a špínou, pomalu a bolestně sestoupil z věže svého tanku. Omluvně se podíval na Dova a zašeptal: „Teď už opravdu nemohu.“
Chajim Herzog, Válka ze dne usmíření, s. 135
Až do roku 2008 žil ve vesnici v Galileji. Stal se jedním ze zakladatelů společnosti Tiv'ol, specializující se na vegetariánskou stravu, a obchodním ředitelem chemické společnosti Frutarom. V roce 2008 byl zvolen starostou města Ofakim. O svých hrdinských činech z jomkipurské války pravidelně vypráví lidem jak v Izraeli, tak mimo něj.